# James Pond 3: Operation Starfish
James Pond 3: Operation Starfish (ook wel gespeld als Starfi5h, naar de fictieve geheime dienst) is een computerspel. Het spel kwam in 1993 uit voor de Sega Mega Drive. Een jaar later kwam het spel uit voor andere homecomputers. Het spel is het laatste deel van de James Pond serie. Het spel is een side-scrolling platformspel.

## Platforms
| Jaar | Platform                           |
| ---- | ---------------------------------- |
| 1993 | Sega Mega Drive                    |
| 1994 | Amiga, Amiga CD32, Game Gear, SNES |

## Ontvangst
| Beoordeeld door    | Platform        | Datum            | Score |
| ------------------ | --------------- | ---------------- | ----- |
| Amiga Dream        | Amiga           | juni 1994        | 90%   |
| Sega-16.com        | Sega Mega Drive | 13 november 2009 | 80%   |
| High Score         | Amiga CD32      | september 1994   | 80%   |
| Amiga Joker        | Amiga CD32      | juli 1994        | 77%   |
| Amiga Joker        | Amiga           | april 1994       | 75%   |
| Amiga Games        | Amiga           | juli 1994        | 70%   |
| Power Play         | Amiga           | juni 1994        | 64%   |
| Video Games        | Sega Mega Drive | februari 1994    | 64%   |
| Video Games        | SNES            | mei 1995         | 59%   |
| Total! (Duitsland) | SNES            | juni 1995        | 40%   |